# Comte AC-8
El Comte AC-8 fue un avión de transporte ligero suizo, de seis plazas y de los años 30 del siglo xx, producido por la Flugzeugbau A. Comte.

## Diseño y desarrollo
Similar en configuración al anterior Comte AC-4 de la compañía, el AC-8 fue diseñado como un transporte ligero para cinco pasajeros. Incorporaba un ala alta monoplano arriostrada mediante dos soportes a cada lado, con una unidad de cola convencional y tren de aterrizaje fijo de rueda de cola. La cabina cerrada tenía acomodación para un piloto y cinco pasajeros, y estaba dotada de calefacción. La aeronave estaba propulsada por un motor radial Wright J-6 o por un Lorraine 7M Mizar, que movía una hélice bipala.
Solo se construyeron tres ejemplares.

## Historia operacional
A partir del 6 de junio de 1930, la aerolínea Swissair utilizó dos ejemplares, el CH-189 Jungfrau (HB-ALA), equipado con un motor Lorraine Mizar de 280 hp, y el CH-280 (HB-ABU). El primero de ellos, estacionado en el aeródromo de Berna-Belpmoos, voló hasta que se produjo su retirada en septiembre de 1936, mientras que el segundo, estacionado en Basilea, se perdió debido a un accidente aéreo acaecido el 6 de mayo de 1956 en Ehrenstetten. El tercer aparato (CH-282) fue vendido a Ostschweizerische Aero-Gesellschaft, en Altenrhein, el 29 de junio de 1930.

## Operadores
Suiza
- Swissair
- Ostschweizerische Aero-Gesellschaft

## Especificaciones

### Características generales
- Tripulación: Uno (piloto)
- Capacidad: Cinco pasajeros
- Longitud: 9,2 m (30,2 ft)
- Envergadura: 14,5 m (47,6 ft)
- Altura: 2,9 m (9,5 ft)
- Superficie alar: 28 m² (301,4 ft²)
- Peso vacío: 1115 kg (2457,5 lb)
- Peso cargado: 1750 kg (3857 lb)
- Planta motriz: 1× motor radial de 9 cilindros refrigerado por aire Wright J-6.
  - Potencia: 224 kW (309 HP; 305 CV)

### Rendimiento
- Velocidad máxima operativa (Vno): 214 km/h (133 MPH; 116 kt)
- Velocidad crucero (Vc): 175 km/h (109 MPH; 94 kt)
- Alcance: 900 km (486 nmi; 559 mi)
- Techo de vuelo: 5000 m (16 404 ft)

## Aeronaves relacionadas

### Desarrollos relacionados
- Comte AC-4

### Secuencias de designación
- Secuencia AC-_ (interna de Comte): AC-1 - AC-3 - AC-4 - AC-8 - AC-11V - AC-12 Moskito